# Tiếng Twi
Tiếng Twi (phát âm [tɕɥi]) hay tiếng Asante Twi, là một ngôn ngữ được bởi khoảng 6–9 triệu người Ashanti như một bản ngữ hoặc ngôn ngữ thứ hai. Tiếng Twi (hay Asante Twi) thực chất là tên thường gọi dành cho hai phương ngữ được chuẩn hóa của tiếng Akan, Asante (Ashanti) và Akuapem, cả hai có thể hiểu lẫn nhau. 9 triệu người nói tiếng Twi chủ yếu sinh sống tại vùng Ashanti. Akuapem là phương ngữ tiếng Akan đầu tiên được sử dụng để dịch Kinh Thánh, và do đó đã trở thành phương ngữ uy tín.